# Combat 18

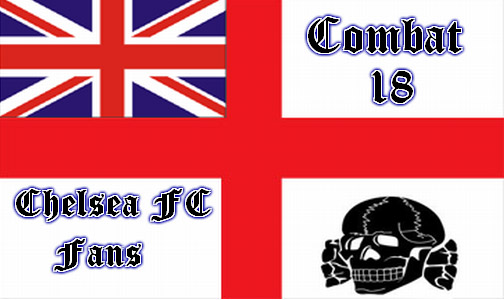
Combat 18

Combat 18 (C18) je neonacistická organizace spojená s hnutím Blood and Honour založená na zásadách odporu bez vůdce (leaderless resistance). Původně pochází ze Spojeného království, ale je rozšířena a působí i v dalších zemích. Členové Combat 18 jsou podezříváni z mnoha vražd imigrantů, barevných a jiných členů C18. Číslo 18 odkazuje k iniciálám Adolfa Hitlera: A a H je první a osmé písmeno latinské abecedy. Členství v organizaci Combat 18 je překážkou ke vstupu do britské vězeňské služby (British Prison Service) a k policii.
23. ledna 2020 byla organizace v Německu ministrem vnitra Horstem Seehoferem zakázána. Podle údajů německých bezpečnostních složek se odhaduje, že organice měla okolo dvaceti členů.